# كيفن تراب (لاعب كرة قدم)
كيفن تراب (بالإنجليزية: Kevin Trapp)‏ (24 يونيو 1984 في الولايات المتحدة - ) هو لاعب كرة قدم أمريكي في مركز حراسة المرمى. لعب مع وسترن ماس بيونيرز وCharlotte Eagles ‏.

## وصلات خارجية
- كيفن تراب على موقع قاعدة بيانات كرة القدم.إي يو (الإنجليزية)